# Ostrowiczka
Ostrowiczka – wzniesienie o wysokości 163,8 m n.p.m. na Pojezierzu Drawskim, położone w woj. zachodniopomorskim, w powiecie drawskim, w gminie Drawsko Pomorskie.
Teren Ostrowiczki został objęty obszarem specjalnej ochrony ptaków "Ostoja Drawska", a także obszarem chronionego krajobrazu "Pojezierze Drawskie".
Ok. 0,5 km na zachód od Ostrowiczki leży wieś Ostrowice. Przy północnym zboczu wzniesienia przebiega droga wojewódzka nr 173.
Nazwę Ostrowiczka wprowadzono urzędowo w 1949 roku, zastępując poprzednią niemiecką nazwę Wurths-Berg.